# Музей історії фотографії (Краків)

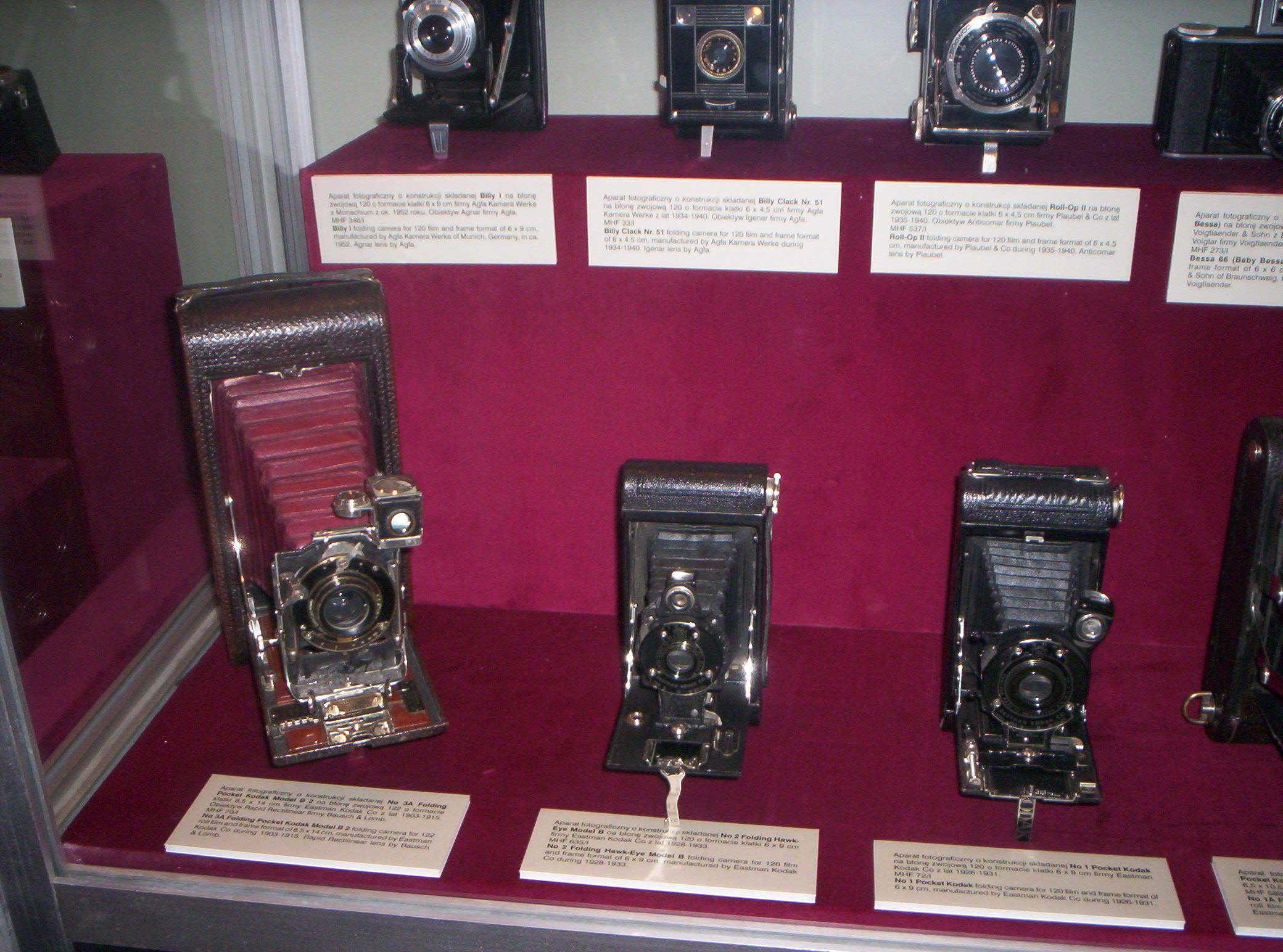
Фрагмент експозиції

Музей історії фотографії, повне найменування — Музей історії фотографії імені Валерія Жевуського (пол. Muzeum Historii Fotografii im. Walerego Rzewuskiego) — музей, що знаходиться в Кракові на вулиці Юзефітів, 16. Названий на честь краківського фотографа Валерія Жевуського. Зареєстрований в Державному реєстрі музеїв Польщі.

## Історія створення та розвиток
Музей був заснований в 1972 році за ініціативою голови Краківського фотографічного товариства Владислава Клімчака. Перша колекція музею розміщувалася в Палаці Пугетів на вулиці Старовісльній, 13; на той час у даному приміщенні функціонувало Краківське фотографічне товариство. У 1975 році музею було присвоєно ім'я краківського фотографа Валерія Жевуського. У 1982 році музей переїхав у приміщення Гетьманського дому за адресою: Площа Ринок, 17.
31 грудня 1986 року музей вийшов зі складу Краківського фотографічного товариства і став самостійним закладом культури, підпорядкованим Відділу культури і туризму Малопольського воєводства.
Першим директором Музею історії фотографії був призначений Владислав Клімчак. У 1989 році директором установи на нетривалий термін став співробітник Музею Кракова Станіслав Пивоварський.
У 1990 році Владислав Клімчак склав із себе повноваження директора музею, і на його місце був призначений Антоній Петровський. У листопаді 1991 року директоркою була призначена Барбара Охманська-Йодловська.
У липні 1992 року музей переїхав до нової будівлі на вулиці Юзефітів, 16, де й знаходиться дотепер. У 1995 році дана культурна установа видала свій перший каталог під назвою «Радянські військовополонені 1920 року на світлинах Яна Зимовського».
12 червня 1996 року будинок, в якому розташовується музей, було внесено до реєстру пам'яток Малопольського воєводства, які знаходяться під охороною держави (№ А-1029).
У січні 1999 року Музей історії фотографії перейшов у підпорядкування міста Кракова і був внесений до реєстру міських установ культури.
1 березня 1999 року в приміщенні музею була встановлена пам'ятна табличка, яка інформує, що з 1945 по 1947 рік у цій будівлі діяла громадська організація «Prafilmówka Krakowska», яка організувала тут проведення III з'їзду Кінематографічного Братства, в якому брали участь Станіслав Шиманський, Єжи Кавалерович, Єжи Пассендорфер і Мечислав Ягода. У грудні 1999 року директором музею був призначений Мацей Баєсдорф.
Восени 2005 року музей видав каталог світлин «Юзеф Пілсудський на світлинах Музею історії фотографії».
У 2014 році музей був внесений до Державного реєстру музеїв Польщі.

## Сьогодення музею
На даний час у Музеї історії фотографії діють наступні експозиції:
- Передісторія фотографії: Камера-обскура і Чарівний ліхтар;
- Реконструкція студій фотографій на рубежі XIX і XX століть;
- Історична фотографія: Дагеротипія, Амбротипія, Ферротипія, Паннотипія і Стереофотографія;
- Історія розвитку фотоапаратів, починаючи з першої моделі й до нашого часу;
- Історія польських фототовариств «Fotoklub Polski» і «Fotoklub Wileński»;
- Історія реклами фотоательє;
- Фотолабораторії 20-тих і 30-тих років XX століття.